# Xavier Moro
Xavier Moro León, plus connu comme Xavi Moro, né le 22 mai 1975 à Paris, est un footballeur français naturalisé espagnol qui jouait au poste de milieu de terrain.

## Carrière

### En club
Xavi Moro se forme à La Masia, le centre de formation du FC Barcelone. Il débute avec le FC Barcelone B lors de la saison 1994-1995 en deuxième division. Il joue la saison 1995-1996 avec le FC Barcelone C en Segunda División B (D3) mais il joue aussi une douzaine de matchs avec le Barça B. Il commence la saison 1996-1997 avec le Barça B, mais il ne joue que six matchs de championnat avant de partir au Córdoba CF, où il reste jusqu'en 1998.
En 1998, il rejoint le CE Sabadell. La saison suivante, il signe au CD Castellón. En 2000, il passe dans les rangs du CD Badajoz (D2) où il reste pendant quatre saisons. Il joue ensuite brièvement à l'Hércules d'Alicante avant de rejoindre le Lorca Deportiva en 2004. Il reste avec Lorca jusqu'en 2008.
En 2008, il signe au Mérida UD, en Segunda división B. En 2009, il signe avec l'UE Sant Andreu, où il met un terme à sa carrière en 2011. Au total, Xavier Moro dispute 464 matchs en deuxième et troisième division espagnole, inscrivant 22 buts dans ces championnats.

### Équipe nationale
Xavi Moro joue sept matchs avec l'équipe d'Espagne des moins de 19 ans lors de l'année 1992.